# Культура Данії
Культура Данії — сукупність головних характеристик, пов'язаних з життям данського суспільства і данською повсякденною культурою.

## Архітектура
На території Данії розташовано понад 600 замків, палаців, соборів, храмів і фортець. Зберегти таку велику кількість історичних пам'яток особливо в 1848 році, коли Європа загрузла в низці революцій, вдалося багато в чому завдяки королю Данії Фредеріку V, який дарував своїй країні Конституцію.
Найвідоміші собори Данії (у Віборгу і в Рибе), церква в Калундборг і замки Себорг і Вордінборг — в романському стилі, собори в Роскілле і Оденсе — в готичному. Відомі замки Фредеріксборг і Хельсингер (Ельсінор), куди Шекспір помістив дію п'єси «Гамлет». Найкрасивіші будівлі з'являються при Кристиані IV (1588—1648). Це будинки в стилі бароко, і побудовані трохи пізніше — в стилі рококо. Король захоплювався і наслідував архітектурі Амстердама. У місті багато музеїв, зазвичай вони маленькі і затишні. Багато веж і шпилів. Найвідоміші пам'ятки: музей «Луїзіана» — сучасне мистецтво, Музей Торвальдсена — класичне мистецтво, площа Амалієнборг, кінна статуя Фредеріка V, дві будівлі в стилі рококо (1749—1755), резиденція королівської сім'ї, Мармуровий собор (купол заввишки 30 м), православна церква Олександра Невського, палац Крістіансборг, Національний музей Данії, Театральний музей, Королівська бібліотека, архітектурні комплекси Нюхавн (Нова гавань) і Ратушна площа.
Всесвітньо відома статуя Русалочки в порту, персонаж казки Андерсена, що стала подібно паризькій Ейфелевій вежі, символом країни.

## Мова, література
Данська мова належить до північної гілки німецької групи мов і має велику схожість з іншими скандинавськими мовами.
Культура Данії черпає джерела натхнення з дев'яти місцевих народних традицій і відчуває вплив з боку інших європейських країн.
Данці стали проявляти інтерес до свого фольклору з XIX століття, коду в епоху романтизму почалося зростання національної самосвідомості. Зараз данський фольклор складається з казок, легенд, музики, танців, пісень, народних вірувань і традицій. Данія знаменита своїми казкамими та їх легендарним майстром Гансом Християном Андерсеном. Своє натхнення Андерсен черпав в данських народних казках і легендах. Деякі твори сучасних композиторів, а декоративні елементи сільських церков Данії повторюються в оздобленні монументальної церкви Грундтвіга у Копенгагені. Цю церкву, яка має ім'я видатного данського просвітника і церковного реформатора, було збудовано в 1921—1940 рр. Проте Данія відома не тільки чудовими казками Ганса Хрістіаеа Андерсена, а й талановитими вченими. Найвідоміші з них — філософ Серен К'єркегор і фізик Нільс Бор.дерсена Данія має давні культурні традиції в області кіномистецтва. Найвідоміший у всьому світі данський кінорежисер — Карл Дрейер, який зняв свій шедевр «Страсті Жанни д'Арк» в 1927 р. Данські фільми «Бенкет Бабетти» і «Пелле-Завойовник» були відзначені нагородами Королівську академію, а фільми «Центропа» і «Королівство» завоювали міжнародне визнання.
Дуже популярним серед данців є театральне мистецтво. Данська Королівський театр — найбільший театральний колектив країни. Він має три трупи — драматичну, балетну та оперну. Крім того, театри є як у Копенгагені, так і в інших містах країни, в тому числі поширені так звані малі та пересувні театри. І національні, і місцеві театри існують почасти завдяки державним субсидіям. На літніх майданчиках, зокрема в парку Тіволі в Копенгагені, дають концерти симфонічні оркестри та виступають театральні, хорові та танцювальні колективи.
Центральною фігурою в данському фольклорі є Ніссе, свого роду домовик, символ Різдва.
Вважається, що на горищі кожної ферми (або в хліві) живе свій власний Ніссе. Данці годують Ніссе кашею з маслом, інакше, вважається, він починає приносити дрібні неприємності. Крім того, постійними героями данських казок є різні ельфи, тролі, гобліни і гноми.
Данія має багату культурну спадщину, і країна отримала культурне визнання в усьому світі, будь це література, живопис, музика, або предмети мистецтва. Література відіграє велику роль в данській культурі, і на території країни з'явилося багато видатних письменників. Що стосується музики, то в столиці країни, Копенгагені, знаходяться Симфонічний оркестр Данського радіо, і Королівський театр Данії.
Культура Данії поєднує в собі невичерпну кількість народних традицій, що вбирають специфіку практично всіх європейських країн. Європейський вплив простежується в текстильних, срібних і керамічних кустарних виробах, в тенденціях атональної музики і джазу, в танцях, абстрактного живопису, скульптурі, реалістичної літератури та навіть в архітектурі сучасних висотних будівель, багатоквартирних і приватних будинків.
Данці пишаються тим що, Народ Данії, завжди відрізнявся своєю винятковою гостинністю й особливою прихильністю до старовинних звичаїв. День Святого Ханса. Данське уявлення про життя, найкраще виражає слово «хюґе», що означає «затишний, зручний». Культура данців вражає своєю своєрідністю. Головними особливостями цієї нації вважається те, що вони вміють зануритися в домашню, теплу обстановку, повністю відсторонившись від турбот і проблем зовнішнього світу. Подяка за хороший вечір, буде найкращим компліментом для господарів, які приймають гостей.
Данці є, надзвичайно сучасними людьми, тому що, надягання національних костюмів, традиційні народні фестивалі й дотримання старомодних обрядів не настільки популярно тут, як в більшості інших європейських країн. Туристи можуть помітити, що данці — спокійні, розкуті, не схильні до надмірностей і толерантні до способу життя інших людей, що відрізняється від їх власного.
Самі данці називають себе сучасними людьми. Попри те, що вони дуже шанують свою історію і дбайливо її охороняють, національні фестивалі тут не є популярними. Культура Данії дуже цікава, численні війни в минулому, залишили величезний слід в історії країни, але зараз це спокійна стабільна країна, де живуть найщасливіші люди.
У 1989 році Данія стала першою країною в Європі, в якій було дозволено офіційно укладати шлюби між людьми однакової статі, тим самим гомосексуали отримали такі ж можливості в створенні сім'ї, як і гетеросексуальні пари.